# Uşak Sportif
O Uşak Sportif, também conhecido como Uşak Üniversitesi Belediyespor , é um clube de basquetebol profissional sediado na cidade de Uşak, Turquia que atualmente disputa a Liga Turca. Foi fundado em 2006 e manda seus jogos na Uşak Üniversitesi Sport Hall com capacidade para 2000 espectadores.

## Temporada por Temporada
| Temporada | Competições Domésticas | Competições Domésticas | Competições Domésticas | Competições Domésticas | Copas           | Competições Europeias | Competições Europeias |
| Temporada | Nível                  | Liga                   | Pos.                   | Pós Temporada          | Copa da Turquia | Liga                  | Resultado             |
| --------- | ---------------------- | ---------------------- | ---------------------- | ---------------------- | --------------- | --------------------- | --------------------- |
| 2012–13   | 2                      | TB2L                   | 1                      | Promovido (finalista)  | –               | –                     | –                     |
| 2013–14   | 1                      | TBL                    | 7                      | Quartas de Finais      | Fase de grupos  | –                     | –                     |
| 2014–15   | 1                      | TBL                    | 13                     | –                      | Fase de Grupos  | 3 EuroChallenge       | T16                   |
| 2015-16   | 1                      | TBL                    |                        | –                      | -               | –                     | –                     |
| 2016-17   | 1                      | BSL                    | 14                     | –                      | -               | –                     | –                     |
| 2017-18   | 1                      | BSL                    | 16                     | Rebaixado              | -               | 3 Liga dos campeões   | TR                    |

### Jogadores Notáveis
| - Alper Saruhan - Erdinç Balto - Gürol Karamahmut - Rahim Rızvanoğlu - Sertaç Şanlı - Uluğ Kaçaniku - Orhan Hacıyeva | - David Jelínek - Miha Zupan - Chris Warren - Courtney Fells - Eli Holman - Eric Buckner - Justin Carter |